# Халматов Дільшот Шухратович
Халматов Дільшот Шухратович (7 березня 1998 ) — український самбіст й дзюдоїст, майстер спорту міжнародного класу з боротьби дзюдо, майстер спорту з самбо. Багаторазовий чемпіон України з дзюдо та самбо, чемпіон Європи з дзюдо 2018, срібний призер Чемпіонату світу з дзюдо серед студентів.

## Біографія
Халматов Дільшот Шухратович народився 7 березня 1998 року у Києві в Україні. Дзюдо почав займатись з 5 років.
Займатися самбо почав у січні 2009 року. У 2016-2021 роках навчався на факультеті педагогіки та психології Глухівського національного педагогічного університету імені Олександра Довженка. 
10 грудня 2016 року став срібним призером чемпіонату світу з самбо серед студентів.
У 2017 році увійшов до складу національної збірної команди України з дзюдо та взяв участь у Чемпіонаті Європи.

## Спортивні досягнення
Дільшот Шухратович тренується під керівництвом старшого брата Шухрата Шухратовича Халматова та головного тренера збірної України з дзюдо Віталія Вікторовича Дуброви, за час спортивної кар'єри досягнув таких результатів:
| Рік  | Турнір                                                       | Результат | Вагова категорія |
| ---- | ------------------------------------------------------------ | --------- | ---------------- |
| 2021 | Кубок України з дзюдо                                        | 1         | до 60 кг         |
| 2021 | Чемпіонат України з дзюдо                                    | 1         | до 60 кг         |
| 2020 | Чемпіонат України з дзюдо серед молоді                       | 3         | до 60 кг         |
| 2019 | Чемпіонат України з дзюдо серед дорослих                     | 3         | до 60 кг         |
| 2019 | Чемпіонат України з дзюдо                                    | 3         | до 55 кг         |
| 2018 | Чемпіонат Європи з дзюдо серед юніорів                       | 1         | до 55 кг         |
| 2018 | Кубок Европи з дзюдо серед юніорів                           | 1         | до 55 кг         |
| 2018 | Кубок Європи з дзюдо                                         | 1         | до 55 кг         |
| 2018 | Чемпіонат України з дзюдо                                    | 1         | до 55 кг         |
| 2017 | Чемпіонат Європи з самбо серед молоді                        | 2         | до 57 кг         |
| 2016 | Чемпіонат світу з самбо серед студентів                      | 2         | до 57 кг         |
| 2016 | Чемпіонат Європи по САМБО                                    | 3         | до 57 кг         |
| 2014 | Чемпіонат України по спортивному та бойовому САМБО           | 1         | до 48 кг         |
| 2014 | Чемпіонат України з дзюдо серед юнаків та дівчат до 17 років | 1         | до 50 кг         |